# Opération Boléro-Paprika
Pour les articles homonymes, voir Boléro (homonymie).
L'opération Boléro-Paprika est une opération policière menée le 7 septembre 1950 par les forces de l'ordre – police et gendarmerie nationales – en France dans le but d'arrêter, placer en détention, déporter ou expulser 288 étrangers – principalement des réfugiés originaires d'Espagne et des pays d'Europe de l'Est –, soupçonnés d'activités communistes subversives. Elle s'inscrit ainsi dans le contexte des débuts de la Guerre froide, alors que l'Espagne de Francisco Franco devient un allié précieux dans le dispositif anticommuniste en Europe. Mais elle vise en particulier des personnes ayant participé de façon active à la Résistance et à la Libération de la France.

## Contexte

### Le PCE en France
Dans la communauté des réfugiés espagnols en France se retrouvent des sensibilités politiques diverses, qui s'étaient rassemblées au sein du Front populaire en 1936, puis dans la défense de la République pendant la guerre d'Espagne – des républicains centristes aux anarcho-syndicalistes de la Confédération nationale du travail (CNT) et de la Fédération anarchiste ibérique (FAI), en passant par les communistes, alignés sur le Komintern et la politique de l'Union des républiques socialistes soviétiques (URSS) comme le Parti communiste espagnol (PCE), ou libertaires comme le Parti ouvrier d'unification marxiste (POUM), ou encore par les régionalistes catalans de la Gauche républicaine de Catalogne (ERC) et basques du Parti nationaliste basque (PNV). Mais, après 1945, il y a, au sein des institutions républicaines en exil, une prépondérance du PCE. Pendant la Seconde Guerre mondiale, ils sont ainsi particulièrement présents au sein de l'Union nationale espagnole (UNE), créée en 1942, puis dissoute en 1945.
Après 1945, le PCE cherche à peser sur la politique intérieure française, avec la conviction que la victoire en Espagne dépend de la solidité du soutien des autorités françaises. Aussi les gouvernements français s'inquiètent-ils que des membres du PCE prennent une part active dans les grèves qui touchent l'économie française en 1945 et en 1947, et leur reproche-t-il de « transporter sur notre territoire les luttes et conflits politiques de leurs pays respectifs ». Le 27 janvier 1950, Jules Moch, ministre de l'Intérieur annonce : « Je n'ai pas le droit de tolérer que des émigrés transposent leurs luttes sur notre territoire et encore moins se mêlent aux nôtres. Nous n'admettrons de complots ni contre les gouvernements étrangers, ni contre le nôtre. » En 1950, alors que la guerre secoue la Corée, les militants du PCE participent à la campagne du Mouvement de la paix contre l'arme nucléaire, fondé à la suite de l'appel de Stockholm, mais finalement interdit en France pour sa proximité avec l'URSS.
Certes, les communistes espagnols bénéficient du soutien du Parti communiste français (PCF), premier parti de France en 1945, comptant encore 480 000 adhérents en 1950, et de ses nombreux relais dans la société française. Mais la perte d'influence du PCF, dont les ministres sont renvoyés du gouvernement de Paul Ramadier en mai 1947, et progressivement écarté du pouvoir par les socialistes de la Section française de l'Internationale ouvrière (SFIO) et les démocrates-chrétiens du Mouvement républicain populaire (MRP), contribue aux difficultés croissantes du PCE lui-même. La peur du communisme est d'ailleurs renforcée par les positions ambiguës de Maurice Thorez, secrétaire général du PCF, qui maintient en 1948 et en 1949 sa fidélité à l'URSS.

### Les relations de la France avec l'Espagne
D'ailleurs, depuis l'automne 1944, la situation internationale se retourne au détriment des républicains espagnols. Le 5 mai 1945, alors que les relations entre le gouvernement provisoire de la République française (GPRF) et l'Espagne franquiste sont officiellement suspendues, le diplomate Bernard Hardion est nommé représentant d'une délégation française à Madrid. Certes, à la suite de la brutale exécution en Espagne de Cristino García et de neufs républicains, pour la plupart anciens résistants, les gouvernements de Félix Gouin, puis de Georges Bidault, poussent à une résolution de l'Organisation des Nations unies (ONU) qui condamne en décembre 1946 la dictature franquiste. Mais le 10 février 1948, la frontière entre la France et l'Espagne est rouverte, et le 8 mai 1948 et le 14 juin 1949, les deux pays signent d'importants accords commerciaux et financiers. Le 1er août 1950, le sénat des États-Unis autorise l'octroi d'un prêt de 62,5 millions de dollars à l'Espagne. Deux mois plus tard, si l'Espagne n'est pas intégrée à l'Organisation du traité de l'Atlantique nord (OTAN), des accords militaires sont tout de même signés entre les États-Unis et l'Espagne.
Il est significatif que les expulsions d'immigrés clandestins espagnols – une dizaine de milliers de personnes qui entrent en France entre 1947 et 1950 – s'accroissent sensiblement. En 1950, c'est la moitié de ces réfugiés qui sont renvoyés en Espagne.
Pour autant, les responsables politiques français n'entendent pas non plus entrer dans une collaboration active avec le régime franquiste. En 1950, alors que le gouvernement espagnol propose de faire coopérer les polices et les services de renseignement espagnols et français, Alexandre Parodi, secrétaire général du ministère des Affaires étrangères, repousse fermement l'offre.

## Déroulement

### Préparation
À la fin du mois d'août, le gouvernement de René Pleven prend la décision de l'arrestation de communistes étrangers en France. Une liste de personnes est préparée. Paul Coste-Floret, député de l'Hérault, s'explique publiquement en faveur de l'interdiction du PCE.
Dans la presse, l'imminence d'une opération d'envergure commence à s'ébruiter. Le 3 septembre 1950, La Voix de la patrie, un quotidien de Montpellier proche du PCF, annonce que « Pleven et Moch prévoient des mesures policières contre les réfugiés antifascistes ». Le lendemain, La Dépêche du Midi, L'Aurore et Le Monde croient savoir qu'un vaste réseau d'espionnage soviétique a été identifié et va être démantelé dans les jours suivants. Enfin, Le Soir relaie un discours de René Pleven qui se dit prêt à employer « tous les moyens que donnent les lois pour mettre à la raison les cinquièmes colonnes ».

### Le jour de l’opération
Le 7 septembre 1950, les forces de l'ordre – police et gendarmerie nationales – arrêtent 288 étrangers.

### Suites
Le 7 octobre 1950, le gouvernement prend un arrêté de dissolution de l'Amicale des anciens FFI et résistants espagnols.

## Réactions
L'abbé Pierre prend publiquement position contre l'arrestation.

## Conséquences
À la suite de l'opération Boléro-Paprika, les différents gouvernements français poursuivent la politique de normalisation des relations de la France avec l'Espagne. Le 4 novembre 1950, l'Organisation des Nations unies (ONU), alors que la France adopte une position de neutralité, revient sur sa résolution du 12 décembre 1946 et autorise les États-membres à rétablir des relations diplomatiques avec l'Espagne. Le 11 février 1951, le premier gouvernement de René Pleven promeut Bernard Hardion, représentant de la délégation française, au rang d'ambassadeur de France en Espagne avant que, le 11 décembre 1951, le second gouvernement de René Pleven nomme officiellement Jacques Meyrier comme ambassadeur,. Enfin, le 15 décembre 1955, l'assemblée générale de l'ONU valide l'entrée de l'Espagne.
En 2016, plusieurs collectivités territoriales du sud de la France, dont le conseil régional d'Occitanie, le conseil départemental de la Haute-Garonne et le conseil municipal de Toulouse, s'expriment  en faveur de l'abrogation de l'arrêté du 7 octobre 1950.

### Filmographie et radiographie
- Françoise Camar (réal.), avec Phryné Pignenet, « Episode 34 : Opération Boléro-Paprika », La Fabrique de la Guerre froide, sur le site de France Culture, 16 mai 2016 (écouter en ligne).
- Joël Jenin, Opération Boléro-Paprika, 2015 (dossier de presse sur le site de France 3 Via Stella).